# Kreidung
Kreidung, Kreiden oder Auskreidung ist eine Schadensform an mit Lack beschichteten Oberflächen. Sie zeigt die Freilegung von Pigment- und Füllstoffpartikeln durch Abbau des organischen Bindemittels in den oberflächennahen Bereichen der Lackschicht an. Die Kreidung ist nicht mit dem Ausbleichen, also dem Abbau von Farbmitteln in der Lackschicht selbst zu verwechseln.

## Beschreibung

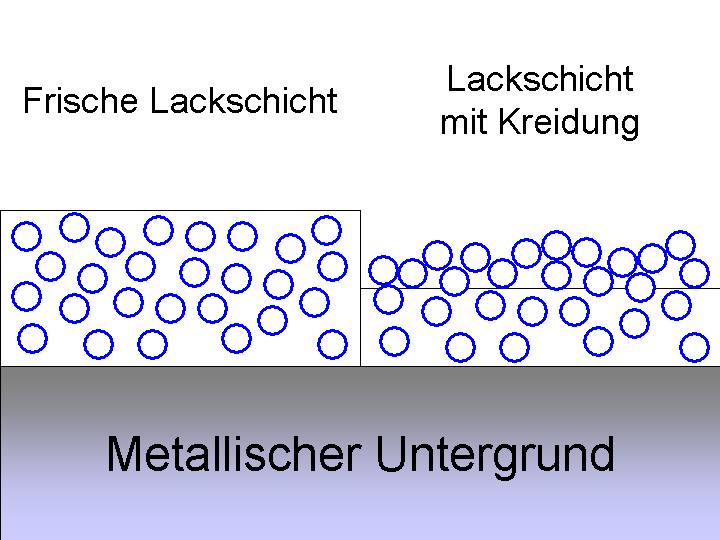
Lackschicht (schematisch) vor und nach Kreidung

Das Schadensbild der Kreidung tritt nach Bewitterung der Lackschicht auf. Die im Lack enthaltenen Bindemittel werden in Oberflächennähe schneller abgebaut als in tieferen Lackschichten. Pigmente und Lichtschutzmittel sind zwar innerhalb einer Lackschicht gleichmäßig verteilt, entfalten aber eine stärkere Wirkung, je höher die Schichtdicke ist. Tiefer liegende Schichten sind also besser geschützt als Schichten nahe der Oberfläche.

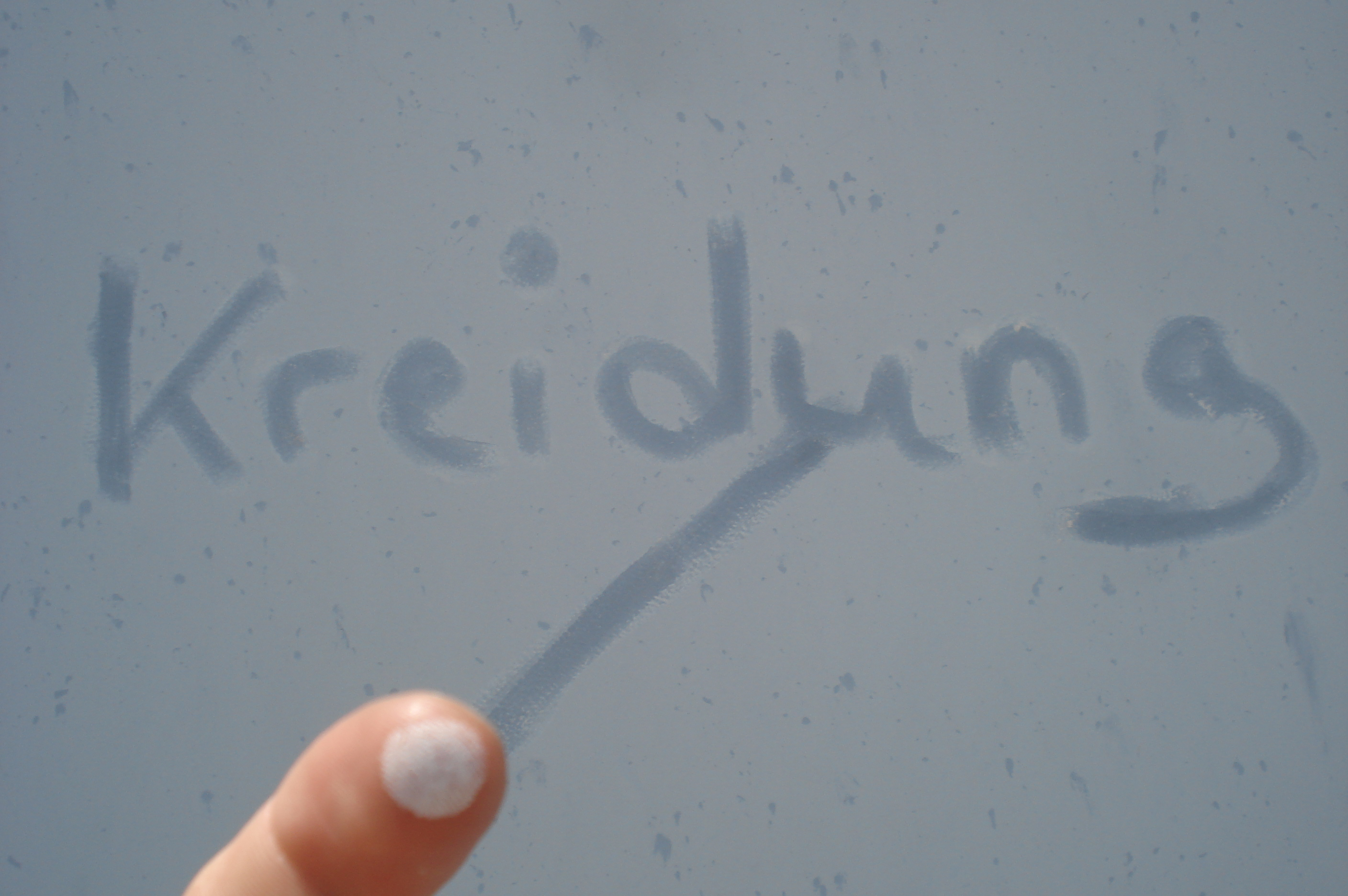
Kreidung an einer lackierten Tür

Durch den Abbau des Bindemittels in Oberflächennähe werden die anderen Lackbestandteile wie Pigmente und Füllstoffe freigelegt. Pigmente und Füllstoffe erhalten dadurch an den vorher mit Bindemittel benetzten Stellen eine Grenzfläche mit Luft. Die im Lack farblosen Füllstoffe erscheinen dadurch weiß. Da die Lackoberfläche nun nicht mehr glatt ist, erscheint sie matt. Die höhere Streuung wirkt ebenfalls heller. Zusammen ergibt sich das typische weißlich matte Aussehen gekreideter Lackschichten.
Wischt man über diese Oberfläche, werden Pigmente und Füllstoffe abgerieben. Auf dem Finger verbleibt ein weißlicher Rückstand, ähnlich einer Kreideschicht, während unter der abgeriebenen Fläche wieder der ursprüngliche Farbton sichtbar wird.

## Ursachen und Gegenmaßnahmen
Neben der offensichtlichen Ursache für Kreidung, einer mangelhaften Beständigkeit des verwendeten Bindemittels gegen UV-Licht, kann auch die Art des in der Formulierung verwendeten Weißpigments oder der Füllstoffe zur Kreidung beitragen.
Bekannt ist, dass Titandioxid-Pigmente der Rutil-Modifikation weitaus stabiler sind als Titandioxid-Pigmente der Anatas-Modifikation. Um den Einfluss weiter zu minimieren, werden industriell eingesetzte Titandioxid-Typen häufig mit Zirkoniumdioxid, Aluminiumoxid, Siliciumdioxid, organischen Schichten oder Kombinationen daraus umhüllt. Der genaue Ablauf ist im Abschnitt Kreidungszyklus von Titandioxid beschrieben.
Weiterhin ist bekannt, dass auch die Art der verwendeten Füllstoffe eine Rolle bei der Kreidung spielt. Dabei wurde festgestellt, dass Füllstoffe mit hohem Gehalt an Siliciumdioxid wie Glimmer, Talkum, Kaolin oder Quarz kritischer als siliciumdioxidfreie Typen wie Calciumcarbonat, Dolomit oder Bariumsulfat sind.
Kreidungszyklus von Titandioxid
Der Effekt der Kreidung wird neben den Eigenschaften des verwendeten Bindemittels auch deutlich vom meist in der Formulierung enthaltenen Titandioxid beeinflusst. Die zugrundeliegenden Vorgänge bezeichnet man als Kreidungszyklus. Sie beruhen darauf, dass Titandioxid ein Halbleiter ist.
1. Elektronen werden durch Absorption von UV-Licht auf ein höheres Energieniveau angehoben (Ladungstrennung), im Valenzband verbleibt eine positiv geladene Lücke.
2. Die positiv geladene Lücke oxidiert ein Hydroxidion. Es entsteht ein Hydroxyl-Radikal. Diese Radikale greifen die Bindemittelmatrix unter Bildung weiterer Radikale an. Wird die Valenzlücke durch ein Elektron des Hydroxidions besetzt, verbleibt ein Elektronenüberschuss im Leitungsband des Titandioxids.
3. Der Elektronenüberschuss reduziert Ti4+ zu Ti3+.
4. Das neu entstandene dreiwertige Kation kann durch Sauerstoff oxidiert werden. Es entsteht ein Sauerstoff-Radikal-Anion, welches an der Oberfläche des Titandioxides adsorbiert ist.
5. Ist Wasser anwesend, bildet sich ein Hydroperoxidradikal, das erneut mit dem Polymer wechselwirken kann und ein Hydroxidion, das zu einer Hydroxygruppe an der Oberfläche des Pigments abreagiert.[2]

Aus dem Kreidungszyklus kann gut abgeleitet werden, weshalb Wetterechtheit und Lichtechtheit von Beschichtungen nicht zueinander korrelieren. Ist kein Wasser anwesend, endet die Reaktion nach dem vierten Teilschritt.

## Prüfung

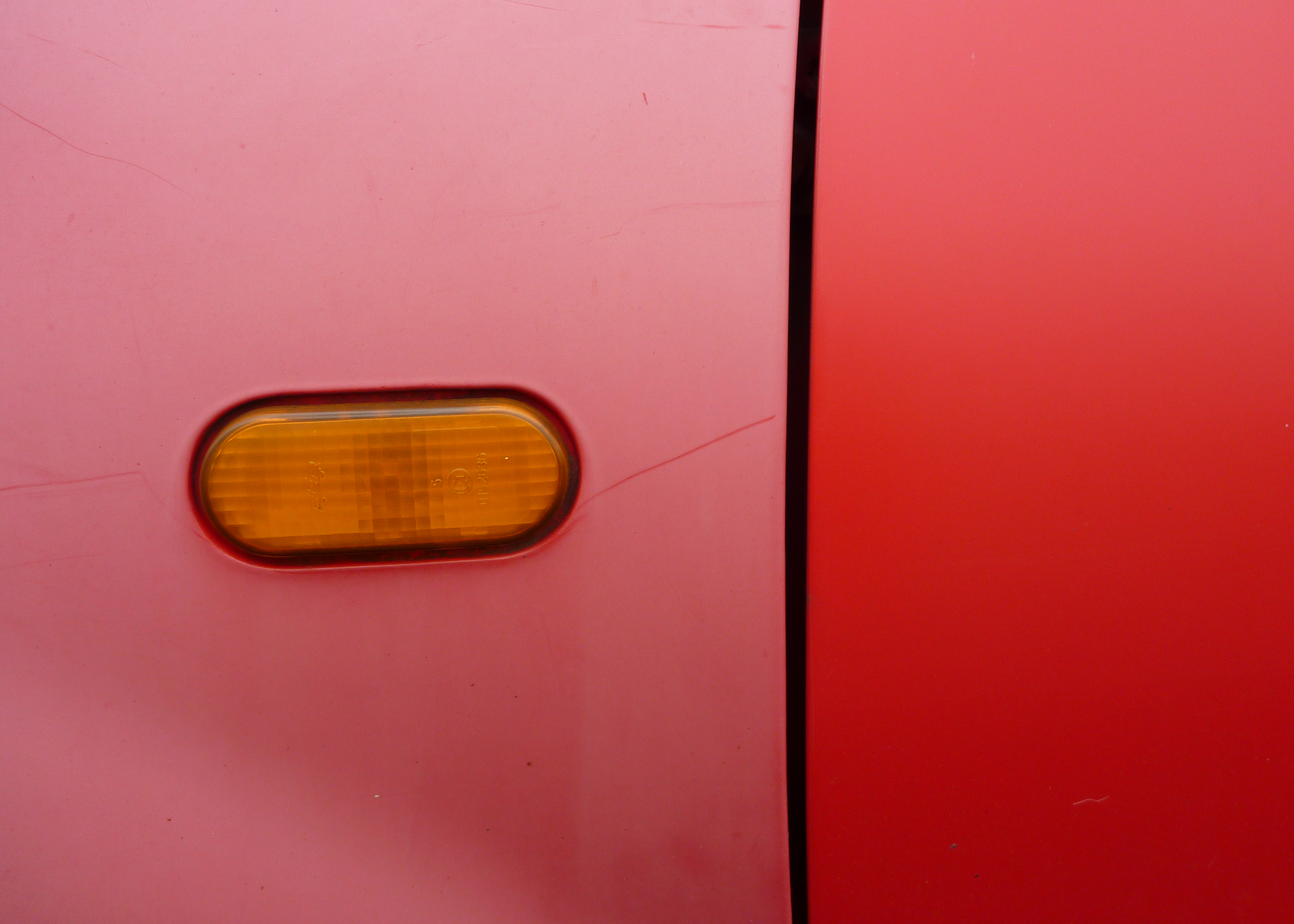
Deutliche Kreidung am linken vorderen Kotflügel eines VW Polo III, im Vergleich dazu die nicht gekreidete Tür

Der Kreidungsgrad einer beschichteten Oberfläche kann nach dem Klebebandverfahren gemäß der Norm EN ISO 4628-6 bestimmt werden. Hier wird die Kreidung mit Kennwerten anhand der Intensität der Veränderung der Oberfläche bewertet, beispielsweise „Kreidung 3 = sehr deutliche Veränderung“. Die Bewertung kann sowohl visuell mit Vergleichsbildern, als auch mit digitaler Bildauswertung durchgeführt werden.
| Kennwert | Beschreibung                                          |
| -------- | ----------------------------------------------------- |
| 0        | nicht verändert, d. h. keine wahrnehmbare Veränderung |
| 1        | sehr gering, d. h. gerade wahrnehmbare Veränderung    |
| 2        | gering, d. h. deutlich wahrnehmbare Veränderung       |
| 3        | mittel, d. h. sehr deutlich wahrnehmbare Veränderung  |
| 4        | stark, d. h. ausgeprägte Veränderung                  |
| 5        | sehr starke Veränderung                               |

## Absichtlich kreidende Systeme
Die Kreidung wird bei selbstreinigenden Dispersionsfarben absichtlich herbeigeführt. Genau genommen wird ausgenutzt, dass die oberste Schicht der Beschichtung nicht mehr an den Rest gebunden ist und daher leicht entfernt werden kann. Die einzelnen Rezepturbestandteile werden daher so aufeinander abgestimmt, dass die Kreidung nur in einem definierten Maß stattfindet, das ausreicht, um den daraufliegenden Schmutz mit abzutragen. Da Dispersionsfarben eine relativ hohe Schichtdicke aufweisen und die Oberfläche in der Regel matt ist, sind Aussehen und Funktion der Beschichtung durch die Kreidung nicht beeinflusst.